# NGC 4263
NGC 4263 (ook: NGC 4265) is een spiraalvormig sterrenstelsel in het sterrenbeeld Raaf. Het hemelobject werd op 8 april 1784 ontdekt door de Duits-Britse astronoom William Herschel.

## Synoniemen
- MCG -2-32-1
- IRAS 12171-1156
- PGC 39698